# Ernák (hun uralkodó)
Ernák, Ernak vagy Irnik (Priszkosz: Ήρνάχ "Hernach")  Attila harmadik fia és a kutrigurok vezetője volt.

## Élete
Ernák Attila harmadik fia volt (a trónörökös Ellák és a másodszülött Dengitzik után). Priszkosz rétor feljegyzéseiből tudjuk, hogy Attila az akacírok elleni 448-as büntetőhadjáratot követően legidősebb fiát, Ellákot tette vezetőjükké. Mivel a nomád hatalmi struktúrában az uralkodó fiai álltak az alávetett népek élén, felmerült, hogy Attila Ernákot az akacírokkal szomszédos kutrigur nép felett való uralommal bízta meg, ugyanakkor az is elképzelhető, hogy Ernák csak Ellák halálát követően állt az élükre.
Amikor a Hun Birodalom a germán népek 453-as lázadása után részekre esett szét és Ellák elesett, Ernák bátyjával, Dengitzikkel az Al-Duna menti és a Fekete-tengertől északra fekvő területre húzódott vissza, ahol megszilárdult hatalmuk. Úgy vélik, hogy Ernák bátyja 469-es halála után egészen 503-ig a kutrigurok és az utrigurok Pontus-vidéki uralkodója volt. Ernákot elfogadták uralkodójukként az onogurok is, akik 463-ban rátörtek az akacírokra testvére, Dengitzik uralkodása alatt.
486-ban és 488-ban Ernák vezette a kutrigurokat Bizánc szövetségeseként (és később a gepidák szövetségeseként) Nagy Theuderich keleti gót király ellen, de vereséget szenvedett.

## Jelentősége az utókor szemében
Procopius és Sandilch utrigur kán szerint Ernáknak két fia lehetett (bár a történészek ezt toposz-szerűnek tartják):
az egyiket Utigurnak és a másikat Kutigurnak nevezték el. Apjuk halála után megosztották a hatalmat és átadták neveiket a legyőzött népeknek, azért még manapság is néhányukat utiguroknak és a többieket pedig kutiguroknak nevezik..
Ernákot azonosnak tekintik a ősbolgár kánok névsorában másodiknak – és a későbbi ősbolgárok törzsszövetségek megalapozójának – számító  Irnikkel. Attila legkisebb, életben maradt és keletre menekült fiaként a magyar-székely mondák Csaba királyfijával is azonosították (jóllehet többen vitatták az azonosságot, valamint Csabát egy 10. századi magyar törzsfőnek tekinthetjük).